# Winifred Asprey
Winifred "Tim" Alice Asprey (8 d'abril de 1917 – 19 d'octubre de 2007) va ser una matemàtica americana i científica informàtica. Va ser una de les gairebé 200 dones que van obtenir un doctorat en matemàtiques a les universitats dels Estats Units durant els anys de 1940, un període en què les dones matemàtiques no estaven prou representades en aquest nivell. Va propiciar el contacte i l'aproximació entre el Vassar College i IBM, fet que va donar lloc a l'establiment del primer laboratori d'informàtica al Vassar College.

## Familia
Asprey va néixer a Sioux City, Iowa; els seus pares van ser Gladys Brown Asprey, del curs de Vassar del 1905, i Peter Asprey Jr. Va tenir dos germans, Larned B. Asprey (1919–2005), quimic signant de la Szilárd petition -amb què un grup de científics implicats amb el Projecte Manhattan demanaven al president Harry S. Truman que informés al Japó dels termes de la rendició exigits pels aliats i li permetés acceptar-los o rebutjar-lios abans que els Estats Units utilitzessin armes atòmiques-, i l'escriptor i historiador militar Robert B. Asprey (1923–2009) que va dedicar molts dels seus llibres a la seva germana Winifred.

## Educació i carrera
Asprey va assistir al Vassar College a Poughkeepsie, Nova York, on es va graduar el 1938. Quan era estudiant va conèixer Grace Hooper, la "Primera Senyora de la Computació", que li va ensenyar les matemàtiques d'aleshores. Després de graduar-se, Asprey va ensenyar a diverses escoles privades de la Ciutat de Nova York i Chicago abans del 1942, quan va obtenir en Master en ciències i el doctorat per la Universitat d'Iowa el 1945. El seu supervisor doctoral va ser el topòleg Edward Wilson Chittenden.
Asprey va tornar al Vassar College com a professora. En aquella època, Grace Hopper s'havia traslladat a Filadèlfia per treballar en el projecte UNIVAC (Ordinador Automàtic Universal). Asprey es va interessar per la computació i va visitar Hopper per aprendre sobre els fonaments de l'arquitectura dels ordinadors. Asprey creia que els ordinadors esdevindrien una part essencial d'una educació liberal.
Al Vassar, Asprey va ensenyar informàtica i matemàtiques durant 38 anys i va ser la cap del departament de matemàtiques de 1957 fins a la seva jubilació el 1982. Va crear el primer Departament d'Informàtica a Vassar, que va impartir el primer curs el 1963, i va assegurar fons pel primer ordinador de la universitat, fent que Vassar fos la segona universitat dels Estats Units en adquirir un ordinador IBM System/360 el 1967. Asprey va contactar amb investigadors d'IBM i altres centres de recerca i va fer pressió a favor de la informàtica a Vassar.
El 1989, a causa de les seves contribucions, el centre de computació es va començar a dir Laboratori Asprey de Computació Avançada.